# Június 13.
Június 13. az év 164. (szökőévben 165.) napja a Gergely-naptár szerint. Az évből még 201 nap van hátra.
Névnapok: Anett, Antal + Anetta, Anéta, Anettka, Anna, Antigoné, Anton, Antos, Grácia, Netta, Netti, Tóbiás, Toni,
Mica

## Események
- 0313 – Licinius római császár Nikomédiában kifüggeszti a milánói ediktumot (rendeletet).
- 1525 – Luther Márton feleségül veszi Katharina von Borát, egy egykori apácát, s mindketten szakítanak szüzességi fogadalmukkal.[1]
- 1704 – Rákóczi-szabadságharc: Sigbert Heister legyőzi Forgách Simont Koroncónál.
- 1707 – I. József német-római császárt, magyar királyt az ónodi országgyűlés trónfosztottnak nyilvánítja („Eb ura a fakó! Mai naptól fogva József nem királyunk!”).
- 1849 – A csornai csatában Kmety György ezredes szétveri a Franz Wyss vezérőrnagy vezette császári dandárt, az ütközetben maga Wyss is elesik.
- 1924 – Gaston Doumergue szenátusi elnököt választják meg Franciaország államfőjévé.[2]
- 1941 – Szent-Györgyi Albert Nobel-díjas biokémikus bejelenti találmányát a jól eltartható, nagy C-vitamin tartalmú készítmények előállítására; 2009-től ez a nap a Magyar feltalálók napja.
- 1944 – Június 12-ről 13-ra virradó éjszaka 50 brit Wellington bombázóból álló kötelék támadást intéz a szőnyi és almásfüzitői olajfinomítók ellen, súlyos károkat és tűzvészt okozva.
- 1989 – A Parlamentben megkezdődnek a háromoldalú politikai egyeztető tárgyalások (Nemzeti Kerekasztal) a békés politikai átmenetről
- 1996 – Megkezdődnek  Budapesten a június 13-18. között tartott Magyarok IV.  Világkongresszusa és Tudóstalálkozója tanácskozásai.
- 1990 – A harmadik, legvéresebb bukaresti „bányászjárás” kitörése
- 2000 – A Magyar Köztársaság Országgyűlése elrendeli a Kommunizmus Áldozatainak Emléknapja középfokú oktatási intézményekben való évenkénti megemlékezését.
- 2006 – Románia elismeri Montenegrót, mint független és szuverén államot.
- 2007 – A magyar Tartományi újjáépítési csoport elszenvedi az első személyi sérüléssel járó támadást Afganisztánban.

## Sportesemények
Formula–1
- 1965 –  belga nagydíj, Spa-Francorchamps - Győztes: Jim Clark  (Lotus Climax)
- 1976 –  svéd nagydíj, Anderstorp - Győztes: Jody Scheckter  (Tyrrell Ford)
- 1982 –  kanadai nagydíj, Montreal - Győztes: Nelson Piquet  (Brabham BMW Turbo)
- 1993 –  kanadai nagydíj, Montreal - Győztes: Alain Prost  (Williams Renault)
- 1999 –  kanadai nagydíj, Montreal - Győztes: Mika Häkkinen  (McLaren Mercedes)
- 2004 –  kanadai nagydíj, Montreal - Győztes: Michael Schumacher  (Ferrari)
- 2010 –  kanadai nagydíj, Montreal - Győztes: Lewis Hamilton  (McLaren Mercedes)

Labdarúgás
- 2015 – Finnország–Magyarország 2016-os labdarúgó-Európa-bajnokság selejtezőmérkőzés, Helsinki, Olimpiai stadion

## Születések
- 0823 – II. Károly nyugati frank király, († 877)
- 1607 – Václav Hollar, cseh rézmetsző († 1677)
- 1754 – Zách János Ferenc magyarországi születésű, osztrák csillagász és geodéta († 1832)
- 1769 – Gaetano Savi olasz botanikus († 1844)
- 1773 – Thomas Young, angol orvos és fizikus († 1829)
- 1790 – José Antonio Páez venezuelai katonatiszt, politikus, Venezuela első köztársasági elnöke († 1873)
- 1799 – Kiss Ernő honvéd tábornok, aradi vértanú († 1849)
- 1822 – Carl Schmidt litván kémikus († 1894)
- 1831 – James Clerk Maxwell skót fizikus († 1879)
- 1836 – Budenz József német származású magyar nyelvtudós, egyetemi tanár, a Magyar Tudományos Akadémia tagja († 1892)
- 1865 – William Butler Yeats ír költő, író, drámaíró, Nobel-díjas († 1939)
- 1869 – Poldini Ede zeneszerző, zongoraművész († 1957)
- 1888 – Fernando Pessoa portugál költő († 1935)
- 1894 – Jacques Henri Lartigue francia festőművész, amatőr fotográfus († 1986)
- 1897 – Paavo Nurmi finn futóbajnok, többszörös olimpiai aranyérmes († 1973)
- 1901 – Jean Prévost francia író, antifasiszta ellenálló († 1944)
- 1903 – Farkas Endre magyar színész († 1988)
- 1908 – Löbl Dezső könyvkiadó, könyvkereskedő, szerkesztő, az Officina Könyvkiadó egyik alapítója († 1990)
- 1911
  - Luis Walter Alvarez amerikai fizikus, fizikai Nobel-díjas  († 1988)
  - Szabados Jenő festőművész, a második világháború hősi halottja  († 1942)
- 1922 – Vittorio Marzotto olasz autóversenyző († 1999)
- 1924 – Rába György magyar író, műfordító († 2011)
- 1928 – John Forbes Nash közgazdasági Nobel-emlékdíjas amerikai matematikus († 2015)
- 1929 – Víctor Israel spanyol (katalán) színész († 2009)
- 1930 – Padisák Mihály magyar író, újságíró, a Magyar Rádió szerkesztője („Miska bácsi levelesládája”) († 2014)
- 1932 – Szabó Éva Aranytoll-díjas magyar újságíró, rádiós szerkesztő, dramaturg, író, tanár († 2001)
- 1934 – Lőte Attila Jászai Mari-díjas színész érdemes művész
- 1939 – Szentmihályi Antal olimpiai bajnok magyar labdarúgó, kapus, edző
- 1940 – Gojko Mitić szerb származású német színész
- 1941 – Mátrai Zsuzsa magyar táncdalénekesnő
- 1943 – Malcolm McDowell (er. Malcolm John Taylor) angol színész, filmrendező
- 1944 – Pan Gimun dél-koreai diplomata, az Egyesült Nemzetek Szervezete volt főtitkára
- 1946 – Paul Modrich Nobel-díjas amerikai biokémikus
- 1948 – Blaskó Péter Kossuth-díjas magyar színművész, a nemzet művésze
- 1953 – Tim Allen (er. Timothy Allen Dick) amerikai színész, komikus
- 1954 – Lipcsei Tibor magyar színész
- 1954 – Ngozi Okonjo-Iweala nigériai közgazdász, politikus, a Kereskedelmi Világszervezet főigazgatója
- 1955 – Debreczeni József politikus, politikai elemző
- 1957 – Rinat Fajzrahmanovics Daszajev szovjet labdarúgó
- 1959 – Klaus Johannis erdélyi lutheránus szász gimnáziumi tanár, tanfelügyelő, 2000-től Nagyszeben polgármestere, 2014-től Románia megválasztott köztársasági elnöke
- 1962 – Szabó Bence olimpiai bajnok magyar kardvívó, edző, sportvezető
- 1963 – Sarah Connolly angol opera-énekesnő (mezzoszoprán)
- 1966 – Navracsics Tibor magyar jogász, politológus, miniszter
- 1966 – Naoki Hattori japán autóversenyző
- 1971 – Kovács Vanda, magyar színésznő
- 1973 – Sebők Vilmos magyar válogatott labdarúgó, jelenleg a Diósgyőri VTK labdarúgója
- 1974 – Debreczeni Dezső hétszeres Kick-box világ- és nyolcszoros európa-bajnok
- 1975 – Balázsovits Edit Jászai Mari-díjas magyar színésznő
- 1980 – Markus Winkelhock német autóversenyző
- 1981 – Chris Evans amerikai színész
- 1982 – Kenenisa Bekele etióp atléta (hosszútávfutó), háromszoros olimpiai és ötszörös világbajnok hosszútávfutó, az 5000 méteres és a 10 000 méteres síkfutás jelenlegi világcsúcstartója
- 1986 – Mary-Kate Olsen és Ashley Olsen, amerikai színésznő-ikrek
- 1986 – Honda Keiszuke japán labdarúgó
- 1990 – Aaron Taylor-Johnson amerikai színész
- 1996 – Kodi Smit-McPhee ausztrál színész

## Halálozások
- 1522 – Piero di Tommaso Soderini Firenze gonfalonieréje (* 1452)
- 1584 – Zsámboky János magyar történetíró, orvos, polihisztor, Rudolf magyar király udvari orvosa (* 1531)
- 1715 – Rudolf Bzenský jezsuita rendi szerzetes (* 1651)
- 1762 – Dorothea Erxleben, az első német orvosnő (* 1715)
- 1846 – Horvát István magyar történész, nyelvész (* 1784)
- 1849 – Franz Wyss svájci születésű osztrák császári és királyi vezérőrnagy (* 1796)
- 1864 – Dembinszky Henrik lengyel születésű katonatiszt, a lengyel és magyar szabadságharcok altábornagya (* 1791)
- 1876 – Mihail Alekszandrovics Bakunyin orosz anarchista forradalmár (* 1814)
- 1886 – II. Lajos bajor király (* 1845)
- 1905 – József Károly Lajos osztrák főherceg, magyar királyi herceg, lovassági tábornok, a Magyar Királyi Honvédség főparancsnoka (* 1833)
- 1944 – Róth Miksa magyar iparművész, üvegfestő, mozaikkészítő (* 1865)
- 1965 – Martin Buber osztrák-izraeli vallásfilozófus, a dialógusfilozófia és az ún. vallásos egzisztencializmus kiemelkedő képviselője (* 1878)
- 1970 – Németh Imre magyar újságíró, író, politikus, országgyűlési képviselő (* 1893)
- 1972 – Békésy György magyar–amerikai Nobel-díjas biofizikus (* 1899)
- 1982 – Khalid király, Szaúd-Arábia uralkodója (* 1913)
- 1982 – Riccardo Paletti olasz autóversenyző. A kanadai nagydíjon szenvedett halálos balesetet (* 1958)
- 1987 – Geraldine Page Oscar-díjas amerikai színésznő (* 1924)
- 1988 – Telmányi Emil magyar hegedűművész, a Bach-vonó feltalálója (* 1892)
- 2007 – Pungor Ernő vegyészmérnök, egyetemi tanár, az MTA tagja, OMFB-elnök, miniszter (1990–94), a Britannica Hungarica világenciklopédia szerkesztő bizottságának társelnöke (* 1923)
- 2014 – Grosics Gyula (a „Feketepárduc”) magyar labdarúgó (kapus), az Aranycsapat tagja (* 1926)
- 2018 – Paudits Béla Jászai Mari-díjas magyar színész, énekes (* 1949)
- 2020 – Rabi Lenke könyvtárigazgató, helytörténész (* 1954)
- 2021 – Kéri Edit magyar színésznő, publicista (* 1926)
- 2023 – Cormac McCarthy amerikai regény- és drámaíró (* 1933)

## Nemzeti ünnepek, emléknapok, világnapok
- Magyar feltalálók napja – 2009 óta, az első magyar Nobel-díjas, Szent-Györgyi Albert biokémikus 1941-ben ezen a napon bejelentett C-vitamin találmányának emlékére.